# Carmen Frenzel
Carmen Frenzel é uma atriz, diretora e roteirista brasileira.

## Biografia
Faz parte do grupo de teatro "O Grelo Falante", contíguo com Cláudia Ventura, Lucília de Assis e Suzana Abranches.
Escreveu, junto com Suzana Abranches, Bussunda, Hélio de la Peña, Hubert, Marcelo Madureira, Cláudio Manoel, Reinaldo, Beto Silva e Cláudia Ventura, o seriado Garotas de Programa, exibido em 2000 pela Rede Globo. No elenco, grandes nomes como Marília Pêra, Drica Moraes e Zezé Polessa.
Protagonizou, em parceria com o grupo, o único longa-metragem produzido pela SBT Filmes, chamado Coisa de Mulher, dirigido por Eliana Fonseca, o qual não teve sucesso de público, nem de crítica. No elenco, estavam também Evandro Mesquita, Adriane Galisteu, além de uma participação especial da apresentadora Hebe Camargo, como ela mesma. Carmen deu vida a Dora, senhora recém separada, aberta para novos relacionamentos e experiências.

## Carreira

### Televisão
| Ano  | Título               | Personagem          | Notas                           |
| ---- | -------------------- | ------------------- | ------------------------------- |
| 2004 | A Diarista           | Interna             | Episódio "Aquele com os Loucos" |
| 2004 | Da Cor do Pecado     | Creusa              | [ 1 ]                           |
| 2005 | Belíssima            | Zulmira             |                                 |
| 2006 | Alta Estação         | Regina              |                                 |
| 2006 | Minha Nada Mole Vida | Maria               | Episódio: "Piada do Português"  |
| 2007 | Malhação             | Desirée Lolita      |                                 |
| 2008 | Beleza Pura          | Sandrinha           |                                 |
| 2013 | Além do Horizonte    | Rúbia               |                                 |
| 2014 | Alto Astral          | Passageira fantasma |                                 |
| 2015 | Sete Vidas           | Diretora            |                                 |
| 2016 | A Lei do Amor        | Santa (Santinha)    |                                 |
| 2019 | Jungle Pilot         | Darcy               |                                 |

Como roteirista
| Ano  | Título              |
| ---- | ------------------- |
| 2000 | Garotas de Programa |

### Cinema
| Ano  | Título          | Personagem | Notas             |
| ---- | --------------- | ---------- | ----------------- |
| 2005 | Coisa de Mulher | Dora       | Também Roteirista |

## No Teatro[3]
- 1988 - Boca de Ouro
- 1991 - Lampião, rei diabo do Brasil
- 1991 - O Tiro Que Mudou a História
- 1992 - As Alegres Mulheres de Windsor
- 1992 - Tiradentes, Inconfidência no Rio
- 1992 - Passo a Passo
- 1993 - Os Dois Cavaleiros de Verona
- 1994 - Senhora dos Afogados
- 2003 - Ludi vai à praia
- 2004 - Passo a Passo no Paço
- 2013 - Mau Humor[4]
- 2015 - Antessala
- 2016 - Herculano é o Assassino [5]
- 2022 - O Balcão
- 2023 - Distorções

## Prêmios e indicações
| Ano  | Associações                       | Categoria                | Nomeações    | Resultado | Ref.  |
| ---- | --------------------------------- | ------------------------ | ------------ | --------- | ----- |
| 1988 | II Festival Niteroiense de Teatro | Melhor Atriz Revelação   | Boca de Ouro | Venceu    |       |
| 2023 | Prêmio APTR                       | Melhor Atriz Coadjuvante | O Balcão     | Venceu    | [ 6 ] |